# Логово (Тверская область)
Логово — деревня в Зубцовском районе Тверской области. Входит в состав Вазузского сельского поселения.

## География
Находится в южной части Тверской области на расстоянии приблизительно 15 км по прямой на юг-юго-запад от районного центра города Зубцов на левом берегу реки Вазуза.

## История
Деревня была отмечена еще на карте Менде (состояние местности на 1848 год). В 1859 году здесь (деревня Зубцовского уезда Тверской губернии) было учтено 3 двора, в 1941—20.

## Население
Численность населения: 31 человек (1859 год), 38 (русские 87 %) в 2002 году, 40 в 2010.